# Rundfunk im amerikanischen Sektor

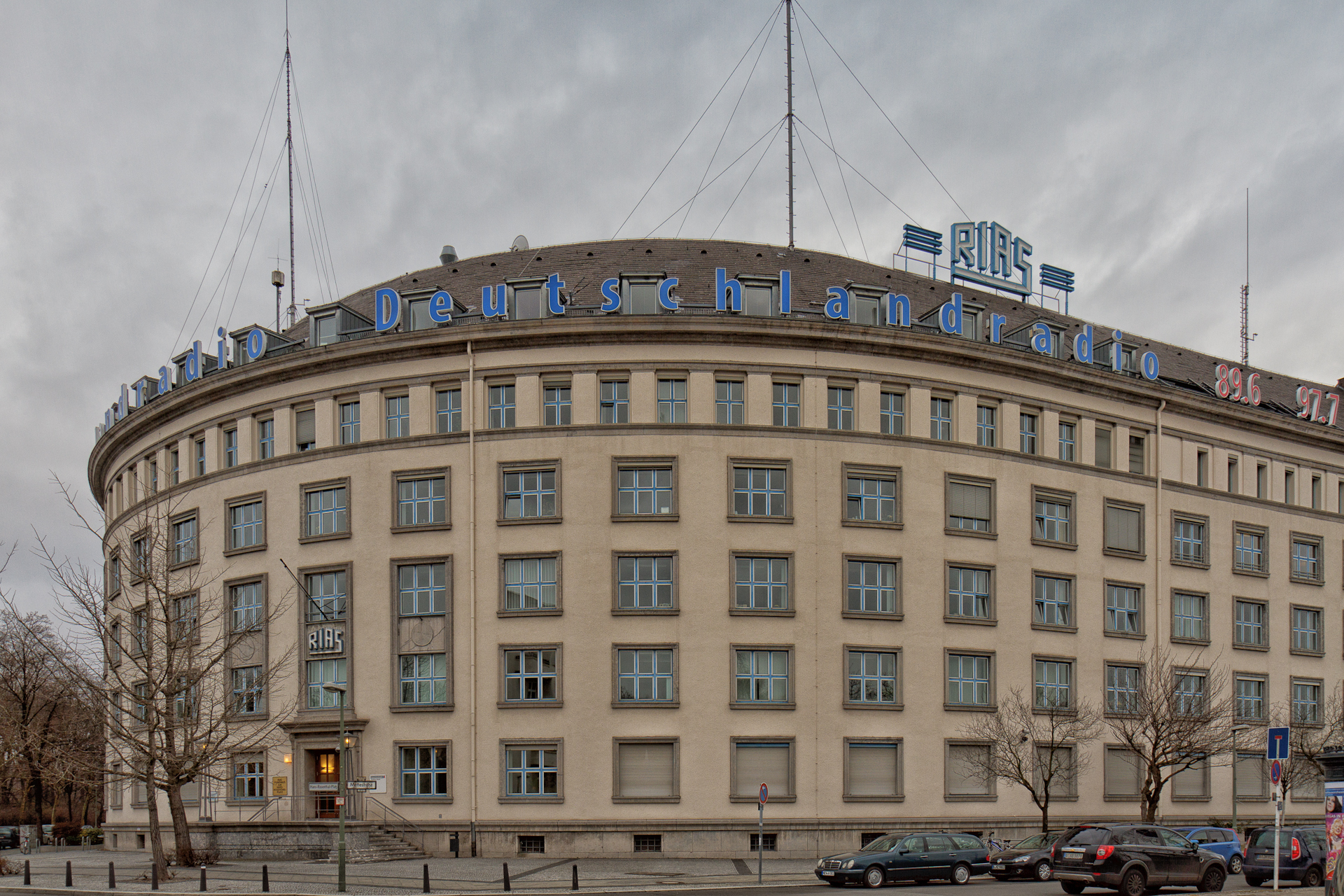
La sede della RIAS, ora quartier generale della Deutschlandradio Kultur (marzo 2012)

Rundfunk im amerikanischen Sektor, anche nota come RIAS, era la stazione radio con sede a Berlino Ovest, a Berlino-Schöneberg in Kufsteiner Straße, fondata dalle forze di liberazione statunitensi dopo la seconda guerra mondiale ed attiva dal 1946 al 1993. 
Fu fondata dalle autorità occupazionali statunitensi dopo la seconda guerra mondiale nel 1946 per fornire alla popolazione tedesca di Berlino e dintorni notizie e riassunti sulla situazione politica, in particolare durante il Blocco di Berlino. 
È stata trasmessa inizialmente solo via radio nel settore americano di Berlino.
La RIAS venne fondata in maniera congiunta dagli Stati Uniti e dalla Germania dell'Ovest. 
La stazione aveva uno staff composto quasi interamente da tedeschi, che lavoravano sotto un piccolo gruppo di management americano. Durante la guerra fredda, la stazione intervistò viaggiatori provenienti dalla Germania dell'Est, raccogliendo materiale dai media comunisti. 
Trasmise inoltre programmi dedicati a particolari fasce della popolazione della germania orientale, quali giovani, donne, agricoltori, e perfino guardie di confine. La RIAS ebbe un'audience considerevole nella Germania orientale, divenendo la più popolare radio straniera del paese. 
Il pubblico iniziò a diminuire anni dopo a discapito della televisione della Germania occidentale.
Nel 1949 viene trasmesso via radio Die Entführung aus dem Serail diretto da Ferenc Fricsay con Rita Streich, Anton Dermota e Josef Greindl.
Ascoltare la RIAS nella Germania controllata dai sovietici era fortemente scoraggiato. Dopo le rivolte dei lavoratori in Germania orientale del 1953, causati dall'aumento da parte del governo dei prezzi del cibo e delle tasse sulla produzione, la stazione assieme alla CIA fu incolpata di aver sobillato la popolazione.
Nel 1955 viene trasmessa via radio Lucia di Lammermoor diretta da Herbert von Karajan con Maria Callas, Giuseppe Di Stefano, Mario Carlin, Rolando Panerai e Nicola Zaccaria.
Il suo trasmettitore più importante era il trasmettitore Berlino-Britz. Un secondo trasmettitore venne creato presso Hof, in Baviera, per migliorare la ricezione nella parte meridionale del paese.